# Dekanat Chełm
Dekanat Chełm – jeden z 5 dekanatów diecezji lubelsko-chełmskiej Polskiego Autokefalicznego Kościoła Prawosławnego, z siedzibą we Włodawie.

## Parafie
W skład dekanatu wchodzą 3 parafie:
- parafia Świętego Apostoła Jana Teologa w Chełmie
  - cerkiew św. Jana Teologa w Chełmie
  - cerkiew św. Włodzimierza w Brzeźnie
  - cerkiew Świętej Trójcy w Dubience
  - cerkiew Kazańskiej Ikony Matki Bożej i św. Proroka Eliasza w Wojsławicach
  - kaplica św. Michała Archanioła w Rudzie
- parafia Podwyższenia Krzyża Pańskiego w Horostycie
  - cerkiew Podwyższenia Krzyża Pańskiego w Horostycie
  - cerkiew św. Antoniego Pieczerskiego i św. Męczennicy Paraskiewy w Holi
  - cerkiew św. Olgi w Kaplonosach
  - cerkiew Narodzenia św. Jana Chrzciciela w Kodeńcu
  - cerkiew Świętych Apostołów Piotra i Pawła w Sosnowicy
  - kaplica Opieki Matki Bożej w Holi
  - kaplica św. Michała Archanioła w Wołoskowoli
- parafia Narodzenia Najświętszej Maryi Panny we Włodawie
  - cerkiew Narodzenia Najświętszej Maryi Panny we Włodawie
  - cerkiew Zaśnięcia Najświętszej Maryi Panny w Uhrusku
  - kaplica Przemienienia Pańskiego w Andrzejowie